# Сефербеков, Руслан Ибрагимович
Руслан Ибрагимович Сефербеков (род. 11 августа 1961, Чистяково, Сталинская область) — российский дагестанский историк и этнограф, доктор исторических наук, профессор Дагестанского государственного университета, главный научный сотрудник отдела этнографии Института истории, археологии и этнографии ДФИЦ РАН.

## Биография
Родился 11 августа 1961 года в городе Чистяково (ныне Торез), Сталинская (ныне Донецкая) область, Украинская ССР. По национальности табасаран.
В 1985 году окончил исторический факультет Дагестанского государственного университета (ДГУ), после чего по распределению работал учителем истории и обществоведения в Каспийской средней школе № 2. В 1986—1989 годах работал инструктором и заведующим организационным отделом в Каспийском горкоме ВЛКСМ.
В 1992 году окончил аспирантуру Института истории, археологии и этнографии Дагестанского научный центр РАН (ИИАЭ ДНЦ РАН), в 1993 году под руководством М.-З. О. Османова защитил диссертацию «Современная бытовая культура табасаранцев (традиции и инновации)» и получил учёную степень кандидата исторических наук.
С 1993 года работает в отделе этнографии ИИАЭ ДНЦ РАН, занимал должности младшего научного сотрудника (1993—1995), учёного секретаря института (1995—2009), старшего научного сотрудника (2009—2010), ведущего научного сотрудника (2010—2015) и главного научного сотрудника (2020-н. в.).
В 2009 году защитил диссертацию «Пантеон языческих божеств народов Дагестана (типология, характеристика, персонификации)» и получил учёную степень доктора исторических наук.
В 2011—2017 годах заведовал кафедрой археологии и этнологии ДГУ. Является профессором кафедры всеобщей истории ДГУ. С 2011 года по совместительству работает заместителем декана по научно-исследовательской работе исторического факультета ДГУ.
С 2018 года является председателем государственной экзаменационной комиссии исторического факультета Дагестанского государственного педагогического университета.

## Научная и общественная деятельность
Область научных исследований — хозяйственные занятия, материальная и духовная культура, традиционные религиозные верования народов Дагестана и Северного Кавказа, антропология города и села, положение русских и горских евреев Дагестана, этническая идентичность дагестанцев.
Написал более 300 научных трудов, из них 13 монографий, 16 статей, индексируемых в Web of Science и Scopus, 53 статей в журналах из перечня ВАК. Принимал участие в написании работы «История Дагестана с древнейших времен до наших дней» (2004).
Является членом редакционных коллегий журналов «Iran and the Caucasus», «Вестник МГТУ», «Исламоведение» и «Вестник ДГУ». Под руководством Сефербекова защищены 4 кандидатских диссертации. Собирает материалы в ходе этнографических экспедиций по городам и сёлам Дагестана.
Принимает участие в передачах на республиканском телевидении и радио, публикует статьи в общественно-политических журналах и газетах Дагестана.